# Ion Bogdan
Ioan Bogdan lub Ion Bogdan (ur. 6 marca 1915 w Bukareszcie, zm. 10 lipca 1992) − rumuński piłkarz, napastnik. 12-krotny reprezentant Rumunii, uczestnik mistrzostw świata z roku 1938.

## Kariera
Bogdan rozpoczął karierę piłkarską jako junior w roku 1928, w klubie Unirea Tricolor Bukareszt, w którym występował do roku 1933. Następnie trafił do seniorów tej drużyny, gdzie w ciągu trzech lat, wystąpił w 43 spotkaniach, strzelając 23 bramki dla Unirei. W 1936 r. trafił do Rapidu Bukareszt, gdzie 2 lata później został na chwilę wypożyczony do francuskiego Red Star. W roku 1938 został powołany na mundial '38, który odbywał się we Francji. Na MŚ 1938, zagrał w przegranym (1-2) meczu przeciwko reprezentacji Kuby. W 1946 r. przeszedł do Hungarii FC, gdzie zarówno jak i w Red Star nie rozegrał ani jednego spotkania. Następnie w 1947 r. trafił do włoskiego Bari, gdzie w ciągu sezonu rozegrał cztery mecze i strzelił 1 gola. W latach 1966–70 trenował drużyny libańskie (Al Shabiba Mazraa oraz Racing Bejrut).

## Rekordy
- łącznie w I lidze rumuńskiej: 150 meczów - 78 bramek
- najlepszy strzelec I ligi rumuńskiej: 1941
- zdobywca Pucharu Rumunii (Romanian Cup): 1937, 1938, 1939, 1940, 1941, 1942
- zwycięzca Ligi libańskiej: 1967, 1970 (jako trener)
- europejskie puchary (Mitropa Cup): 9 meczów - 3 bramki
- Rumunia B: 2 mecze - 2 bramki